# Emily Mackay
Emily Mackay (* 30. April 1998 in Endicott, New York) ist eine US-amerikanische Leichtathletin, die im Mittel- und Langstreckenlauf an den Start geht.

## Sportliche Laufbahn
Emily Mackay wuchs in New York auf und studierte von 2017 bis 2022 an der Binghamton University.  Erste internationale Erfahrungen sammelte sie im Jahr 2023, als sie bei Panamerikanischen Spielen in Santiago de Chile in 4:12,02 min die Bronzemedaille im 1500-Meter-Lauf hinter der Venezolanerin Joselyn Brea und Daily Cooper aus Kuba gewann. Im Jahr darauf gewann sie bei den Hallenweltmeisterschaften in Glasgow in 4:02,69 min die Silbermedaille hinter der Äthiopierin Freweyni Hailu und Nikki Hiltz aus den Vereinigten Staaten. Im August schied sie bei den Olympischen Sommerspielen in Paris mit 4:02,03 min im Halbfinale aus.

## Persönliche Bestleistungen
- 800 Meter: 1:57,87 min, 8. Juni 2024 in Concord
  - 800 Meter (Halle): 2:03,49 min, 26. Februar 2022 in Boston
- 1500 Meter: 3:55,90 min, 30. Juni 2024 in Eugene
  - 1500 Meter (Halle): 4:02,69 min, 3. März 2024 in Glasgow
- Meile: 4:23,79 min, 18. August 2023 in Falmouth
  - Meile (Halle): 4:26,09 min, 4. Februar 2023 in Boston
  - 3000 Meter (Halle): 8:40,75 min, 10. Februar 2023 in Boston
- 5000 Meter: 15:14,31 min, 6. Mai 2023 in Walnut